# 19-й окремий самохідно-артилерійський дивізіон (РФ)
19-й окремий самохідно-артилерійський дивізіон (19 ОАДн, в/ч 52192) — артилерійський підрозділ Збройних сил РФ. Входить до складу Західного військового округу. Єдина військова частина в РФ, що має на озброєнні САУ 2С7 «Піон».

## Озброєння
- 12 од. САУ 2С7 «Піон»[2][3]

## Бойові операції

### Війна на сході України
29 січня 2015 року з'явилося відео, на якому по підконтрольній на той час проросійським формуванням Макіївці рухається САУ 2С7 «Піон» 19-го артилерійського дивізіону РФ.
На супутникових знімках за лютий 2015 року у військовому таборі збройних сил РФ неподалік Куйбишево видно 4 установки 2С7 «Піон».
28 квітня 2015 року у польовому таборі РФ в ростовській області сталася пожежа, в якій згоріло щонайменше 3 установки 2С7 «Піон» 19-го дивізіону, а також інша важка артилерійська техніка: установки 2С19 «Мста-С», БМ-27 «Ураган», БМ-30 «Смерч» або заряджаючі машини до нього.